# Ploceus superciliosus
El tejedor piquigrueso (Ploceus superciliosus) es una especie de ave paseriforme de la familia Ploceidae propia del África tropical húmeda.

## Distribución
Se encuentra desde Senegal y Liberia hasta Etiopía por el este, y Angola y la República Democrática del Congo por el sur.